# Nariz
Nariz, właśc.  Álvaro Lopes Cançado (ur. 8 grudnia 1912 w Belo Horizonte, zm. 19 września 1984 tamże) – piłkarz brazylijski grający na pozycji napastnika.

## Kariera klubowa
Nariz karierę piłkarską rozpoczął w 1930 roku w klubie z Clube Atlético Mineiro, w którym grał do 1932. Z klubem z Belo Horizonte trzykrotnie zdobył mistrzostwo stanu Minas Geiras – Campeonato Mineiro w 1931 i 1932 roku. W 1933 występował w Fluminense FC. W 1934 roku przeszedł do lokalnego rywala Botafogo, w którym występował do końca kariery, którą zakończył w 1941 roku. Z Botafogo zdobył mistrzostwo stanu Rio de Janeiro – Campeonato Carioca w 1935.

## Kariera reprezentacyjna
3 stycznia 1937 roku zadebiutował w reprezentacji Brazylii w meczu z reprezentacją Chile podczas Copa América 1937. W 1938 Nariz pojechał z reprezentacją Brazylii do Francji na mistrzostwa świata, ale wystąpił zaledwie jednym, powtórzonym meczu ćwierćfinałowym z reprezentacją Czechosłowacji, który rozegrany został 14 czerwca w Bordeaux. Był to zarazem czwarty i ostatni jego mecz w barwach canarinhos.